# Christo Potgieter
Christo Potgieter (* 1. Juni 1987 in Potchefstroom) ist ein ehemaliger südafrikanischer Squashspieler.

## Karriere
Christo Potgieter spielte 2012 erstmals auf der PSA World Tour und gewann auf dieser einen Titel. Seine höchste Platzierung in der Weltrangliste erreichte er mit Rang 136 im Mai 2015. Mit der südafrikanischen Nationalmannschaft nahm er 2017 und 2019 an der Weltmeisterschaft teil. 2013 wurde er mit Südafrika Afrikameister im Mannschaftswettbewerb. Außerdem stand er im südafrikanischen Kader bei den Weltmeisterschaften im Doppel und Mixed 2017. In beiden Konkurrenzen schied er in der Gruppenphase aus.
2020 wurde er südafrikanischer Meister.

## Erfolge
- Afrikameister mit der Mannschaft: 2013
- Gewonnene PSA-Titel: 1
- Südafrikanischer Meister: 2020